# El Molí de la Ciutat
El Molí de la Ciutat (en castellà i oficialment, El Molino de la Ciudad) és una pedania del municipi valencià d'Oriola, a la comarca del Baix Segura. Té 304 habitants.